# Wydarzenia (pismo)
Wydarzenia: gazeta lokalna - lokalny tygodnik informacyjny wydawany od 2006 do 2009 w Mielcu.
Założycielami gazety byli Henryk Wyrostkiewicz, Magdalena Gembal i Ryszard Trawiński. Pierwszy bezpłatny numer ukazał się październiku 2006, kolejne numery ukazały się 3, 9 i 14 listopada 2006. Od 21 listopada 2006 gazeta ukazywała się we wtorki. 

## Redaktorzy naczelni
- Henryk Wyrostkiewicz (2006–2008)
- Magdalena Gembal (2008–2009)